# ديبي ماير
ديبي ماير (Debbie Meyer) هي لاعبة أولمبية لرياضة السباحة من الولايات المتحدة. شاركت في الأولمبياد الصيفي في 1968، وفازت بما مجموعه 3 ميداليات.

## الميداليات
| ذهب | فضة | برونز | المجموع |
| 3   | 0   | 0     | 3       |

## روابط خارجية
- ديبي ماير على موقع الموسوعة البريطانية (الإنجليزية)
- ديبي ماير على موقع مونزينجر (الألمانية)
- ديبي ماير على موقع إن إن دي بي (الإنجليزية)
- ديبي ماير على موقع الاتحاد الدولي للسباحة (الإنجليزية)
- ديبي ماير على موقع SwimRankings.net (الإنجليزية)
- ديبي ماير على موقع قاعة مشاهير السباحة العالمية (الإنجليزية)
- ديبي ماير على موقع اللجنة الأولمبية الدولية (الإنجليزية)
- ديبي ماير على موقع أوليمبيديا (الإنجليزية)